# Riekoperla citrea
Riekoperla citrea är en bäcksländeart som beskrevs av Günther Theischinger 1985. Riekoperla citrea ingår i släktet Riekoperla och familjen Gripopterygidae. Inga underarter finns listade i Catalogue of Life.